# Río Chiquito (ort i Honduras, Departamento de Cortés, lat 15,63, long -88,25)
Río Chiquito är en ort i Honduras.   Den ligger i departementet Departamento de Cortés, i den västra delen av landet, 210 km nordväst om huvudstaden Tegucigalpa. Río Chiquito ligger 24 meter över havet och antalet invånare är 1 405.
Terrängen runt Río Chiquito är varierad. Runt Río Chiquito är det ganska glesbefolkat, med 47 invånare per kvadratkilometer. Närmaste större samhälle är Cuyamel, 6,5 km nordost om Río Chiquito. 